# Saint-Hippolyte, Pyrénées-Orientales
Saint-Hippolyte (în catalană Sant Hipólit de la Salanca) este o comună în departamentul Pyrénées-Orientales din sudul Franței. În 2009 avea o populație de 2.401 de locuitori.

## Evoluția populației
| An        | 1975  | 1982  | 1990  | 1999  | 2006  | 2009  |
| --------- | ----- | ----- | ----- | ----- | ----- | ----- |
| Populație | 1.044 | 1.038 | 1.616 | 1.849 | 2.269 | 2.401 |